# Mook en Middelaar

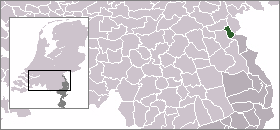
Läge i Limburg.

Mook en Middelaar är en kommun i provinsen Limburg i Nederländerna. Kommunens totala area är 18,84 km² (där 1,46 km² är vatten) och invånarantalet är på 8 019 invånare (2005).